# Jakob Jakobsen
Jakob Jakobsen (även Jákup Jakobsen), född 22 februari 1864 i Torshamn på Färöarna, död 15 augusti 1918 i Köpenhamn, Danmark, var en färöisk språkforskare och var den första färingen som erhöll en doktorsgrad. Det gjorde han i ämnet norn, ett utdött nordiskt språk som talades på Orkney- och Shetlandsöarna.

## Biografi
Jakob Jakobsen var son till Hans Nicolai Jakobsen, en bokbindare och bokhandlare från Torshamn, och Johanne Marie Hansdatter från Sandoy. Fadern ägde en bokhandel i Torshamn. Bohandeln, H. N. Jacobsens Bókahandil, grundades 1865 och är Färöarnas äldsta bokhandel. När Jakob Jakobsen var tretton år gammal flyttade han till Danmark där han tog examen vid Herlufsholm med danska som huvudämne samt franska och latin som sidoämnen. var en av de första som började med att dokumentera det nordiska språket norn på Shetlandsöarna. Där samlade han en stor samling texter och material på norn. Det var bland annat dikter, vaggvisor, gåtor och ord, varav tiotusen nordiska ord som fanns kvar i den lågskotska dialekt som talades på ön. Allt detta publicerade han sedan i den etymologiska ordboken Etymologisk Ordbog over det norrøne Sprog på Shetland, som gavs ut efter hans död 1918.